# 2,4,6-三硝基苯肼
2,4,6-三硝基苯肼是一种有机化合物，化学式为C6H5N5O6。它是橙色的单斜晶体，空间群P21/n，可以在乙酸乙酯中重结晶。它可由2,4,6-三硝基氯苯在乙醇中和水合肼反应制得。它和酮或醛反应，可以得到相应的腙。